# Bohuslav Hykš

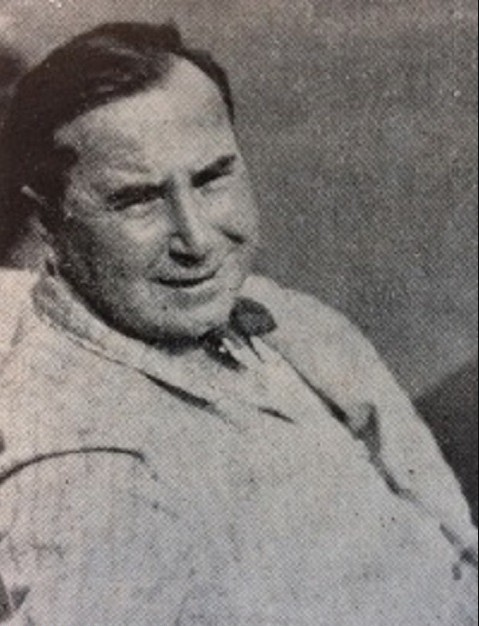
Bohuslav Hykš

Bohuslav Hykš (auch Hykš-Černý; * 7. Mai 1889 in Prag, Königreich Böhmen; † unbekannt) war ein böhmisch-tschechoslowakischer Tennisspieler.

## Biografie
Hykš nahm 1908 für Böhmen am Tenniswettbewerb der Olympischen Sommerspiele in London teil. Im Einzel gewann er zum Auftakt gegen den Ungarn Jenő Zsigmondy, ehe er in der zweiten Runde Charles Dixon unterlag. Im Doppel verlor er direkt zum Auftakt. Analog dazu verliefen die Auftritte im Einzel und Doppel bei den Spielen 1912 sowie im Doppel der Spiele 1920, wo er bereits unter der tschechoslowakischen Flagge antrat, nachdem eine separate Teilnahme Böhmens untersagt worden war. Seine letzte überlieferte Turnierteilnahme datiert auf das Jahr 1927. 1926 gewann er mit den Zentralböhmischen Meisterschaften seinen einzigen Titel. Über die zweite Hälfte seines Lebens ist nichts bekannt.
Der gleichnamige Tennisspieler Bohuslav Hykš junior (1918–2000) nahm in den 1940er- und 1950er-Jahren an prominenten Tennisturnieren teil, etwa 1951 in Wimbledon. Dabei handelt es sich wahrscheinlich um seinen Sohn.